# Skipovac Gornji (Gračanica)
Pour les articles homonymes, voir Skipovac Gornji.
Skipovac Gornji (en serbe cyrillique : Скиповац Горњи) est un village de Bosnie-Herzégovine. Il est situé dans la municipalité de Gračanica, dans le canton de Tuzla et dans la fédération de Bosnie-et-Herzégovine. Selon les premiers résultats du recensement bosnien de 2013, il ne compte plus aucun habitant.
Jusqu'à la guerre de Bosnie-Herzégovine, le village faisait entièrement partie de la municipalité de Gračanica ; à la suite des accords de Dayton (1995), une portion de son territoire a été rattachée à la municipalité de Petrovo nouvellement créée et intégrée à la république serbe de Bosnie ; au recensement bosnien de 2013, cette portion se trouve désormais sur le territoire de la ville de Doboj.

## Démographie

### Évolution historique de la population
| 1948 | 1953 | 1961 | 1971 | 1981 | 1991 | 2013 |
| ---- | ---- | ---- | ---- | ---- | ---- | ---- |
| -    | -    | 849  | 745  | 619  | 481  | 0    |

|  |